# Jerry Goodman
Jerry Goodman (ur. 16 marca 1949) – amerykański wirtuoz elektrycznych skrzypiec – jest jednym z najwybitniejszych rockowych i jazz-rockowych skrzypków na świecie. Pochodzi z Chicago.
Jego kariera zaczęła się w zespole The Flock. Elektryczne skrzypce Goodmana stały się najbardziej charakterystycznym elementem brzmienia zespołu. Goodman grał w The Flock do 1970 r.
W 1971 r. John McLaughlin zaprosił go do nagrania płyty My Goal’s Beyond - ta współpraca zaowocowała dalszymi nagraniami. Goodman wszedł w skład tworzonej przez McLaughlina grupy The Mahavishnu Orchestra, uczestnicząc w nagraniu trzech pierwszych płyt tej grupy.
Po rozpadzie pierwszego składu The Mahavishnu Orchestra, Goodman wraz z Janem Hammerem nagrali osobno płytę Like children w 1975 r.
W połowie lat 80. Goodman nagrał trzy firmowane jego nazwiskiem płyty w duchu muzyki new age On the Future of Aviation, Ariel i It’s Alive.
W latach 90. dołączył do jazzrockowej grupy Dixie Dregs; nagrywa też i występuje z różnymi muzykami, takimi jak Derek Sherinian, Gary Husband czy grupa Hectic Watermelon.

## Dyskografia

### Albumy solowe
- On the Future of Aviation (1985)
- Ariel (1986)
- It's Alive (1987)
- Violin Fantasy (2016)

### ZThe Flock
- The Flock (1969)
- Dinosaur Swamps (1971)

### ZMahavishnu Orchestraw pierwszym składzie w latach 1971–1974: Jerry Goodman,John McLaughlin,Jan Hammer,Rick Laird,Billy Cobham
- The Inner Mounting Flame (1971)
- Birds of Fire (1973)
- Between Nothingness and Eternity (live, 1973)
- The Best of Mahavishnu Orchestra (kompilacja nagrań wydana w 1980 r.)
- The Trident Sessions (nagranie z 1973 r., opublikowane w 1999 r.)
- Unreleased Tracks from Between Nothingness & Eternity (opublikowane w 2011 r.)

### ZJohnem McLaughlinem
- My Goal's Beyond (1971)

- Electric Guitarist (1978)

### ZJanem Hammerem
- Like Children (1974)

### ZDerekiem Sherinianem
- Black Utopia (2003)

### ZJarkiem Śmietaną
- A Tribute To Zbigniew Seifert - Jarek Śmietana Band: Didier Lockwood, Krzesimir Dębski, Christian Howes, Mark Feldman, Maciej Strzelczyk, Adam Bałdych, Pierre Blanchard, Mateusz Smoczyński, Zbigniew Wegehaupt, Adam Czerwiński, Janusz Grzywacz, Piotr Wyleżoł, Sławomir Berny; JSR Records – JSR 0011 (2009)

### Udział w nagraniach albumów
- Encores, Legends & Paradox, A Tribute To The Music OF ELP: Jerry Goodman, Emerson, Lake and Palmer, Simon Phillips, Robert Berry, Marc Bonilla, Jordan Rudess; Magna Carta – MAX-9026-2 (1999)
- Visions Of An Inner Mounting Apocalypse: A Fusion Guitar Tribute; Tone Center – TC 40402 (2005)
- Black Clouds & Silver Linings - Dream Theater; Roadrunner Records – 1686-178835 (2009)
- 1000 Hands: Chapter One - Jon Anderson (2019)